# キャピタル・サービス・グループ
キャピタル・サービス・グループ(キャピタル）は1998年創業の独立系アセットマネジメント企業である。東京の本社オフィスを始め、タイ、シンガポール、マレーシア、台湾、アメリカ合衆国において事業を展開する。

## ローン・サービシング プラットフォーム
キャピタルは不良債権（NPL）の管理回収を行うスペシャルサービシング、及びCMBS及びRMBSを含む商業用ローン及び住宅ローン・ポートフォリオの管理回収を行うプライマリー・サービシングを本業とする。
キャピタルのサービシング業務は2001年以来、日本において複数の格付け機関より格付けを付与される。またタイにおいても2007年より格付け評価を受ける。特に日本オフィスのスペシャル・サービシングに対しては、2007年以来、フィッチ・レーティングスより日本における最高格付け（CSS1-） が付与される。また、日本オフィスは商業用ローン及び住宅ローンに関するプライマリー・サービシング分野でもスタンダード&プアーズ (S&P) より格付け評価を受ける。タイ・オフィスは2007年以来、フィッチ・レーティングスより住宅ローン・スペシャルサービサー 格付けを付与され、タイにおいて唯一格付け評価を受けるサービサーである。

## 不動産プラットフォーム
キャピタルはあらゆる種類の商業用不動産、住宅、ホスピタリティ物件に関するアセットマネジメント、アドバイザリー、取得サポート、仲介サービス等を提供する。日本、タイ、シンガポール、グァムを所在地とする大型ホテル、サービス付きアパート（マンション）等に関するアセットマネジメント分野で広範な経験を有する。

## 沿革
1999年9月、CSG最大規模のオフィスであるキャピタル・サーヴィシング債権回収株式会社が、法務大臣より第23号の営業許可を取得して日本で最初の営業を開始する。キャピタル・サーヴィシングは米系投資銀行の不良債権ポートフォリオに関する債権回収を専門に行うスペシャル・サービサーとして事業を開始、その後日本のディストレスト債権市場の成熟に伴い、プライマリー・サービシング及び不動産アセットマネジメントの業務を拡大させる。
2000年、タイ、バンコクにて東南アジアにおける事業を開始、その後アジア地域各国に次々とオフィスを開設する。

## 参照
1. ↑  Fitch Ratings. (2010, October). キャピタル・サーヴィシング債権回収株式会社　コマーシャル・モーゲージスペシャルサービサー日本　サービサーレポート
2. 1 2   Fitch Rating. (2008, May) Fitch Global Servicer Ratings.
3. ↑  Livedoor News. (2009, May) "低迷する市場においてフィッチ・レーティングスがキャピタル・サーヴィシングの格付けを日本において付与される最高格付けに据え置きました"
4. ↑  Standard and Poor's. (2010, September).キャピタル・サーヴィシング債権回収株式会社　商業用ローン・プライマリー・サービサー（日本）.
5. ↑  Standard and Poor's. (2009, August). キャピタル・サーヴィシング債権回収株式会社　住宅ローン・プライマリー・サービサー（日本）
6. ↑   Fitch Ratings (2010, October). Capital Advisory Services (Thailand) Ltd. RMBS Special Servicer Thailand Servicer Report